# Heteragrion mitratum
Heteragrion mitratum är en trollsländeart. Heteragrion mitratum ingår i släktet Heteragrion och familjen Megapodagrionidae.

## Underarter
Arten delas in i följande underarter:
- H. m. mitratum
- H. m. atroterminatum